# Aeonium balsamiferum
Espèce
Statut de conservation UICN

 VU  : Vulnérable
Aeonium balsamiferum est une espèce de la famille des Crassulaceae ou (espagnol : bejeque farrobo) est une espèce de plante à fleurs tropicale endémique dans les îles Canaries.

## Taxonomie
La plante a été décrite pour la première fois par Philip Barker Webb et Sabin Berthelot, et publiée dans Natural History of the Canary Islands(Histoire Naturelle des Îles Canaries) en 1840.

## Description
Aeonium balsamiferum est un arbuste ou un sous-arbrisseau succulent aux feuilles collantes. Les rosettes mesurent jusqu'à 20 cm de diamètre. Les fleurs sont jaune clair<ref.

## Distribution
Aeonium balsamiferum est présente dans les îles Canaries orientales de Lanzarote (indigène) et Fuerteventura (naturalisée), dans les zones arbustives et rocheuses.

## Systématique
Le nom correct complet (avec auteur) de ce taxon est Aeonium balsamiferum Webb & Berthel..
Aeonium balsamiferum a pour synonymes :
- Sempervivum balsamiferum (Webb & Berthel.) Christ
- Sempervivum balsamiferum (Webb & Berthel.) Webb & Berthel.

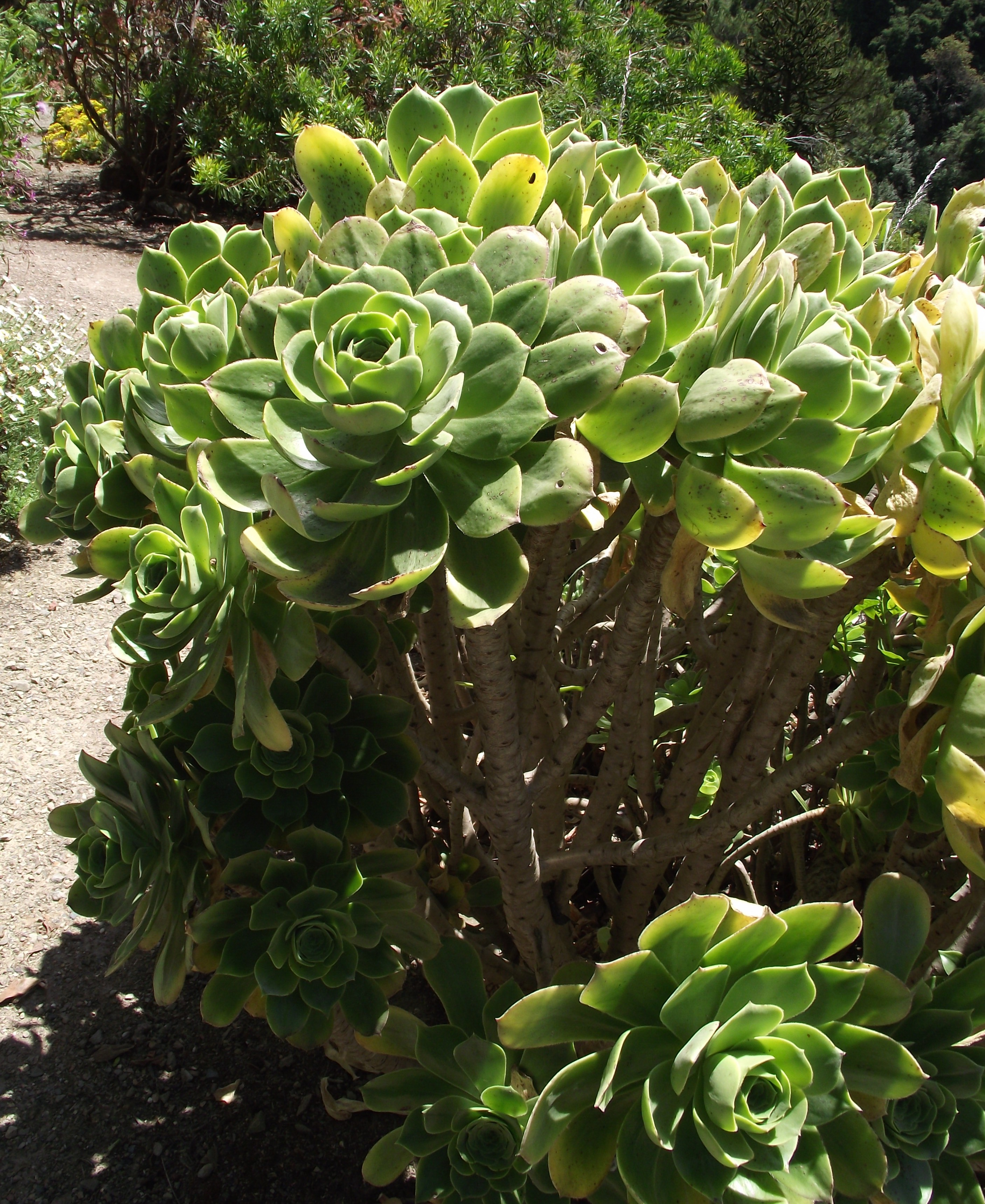
Aeonium balsamiferum
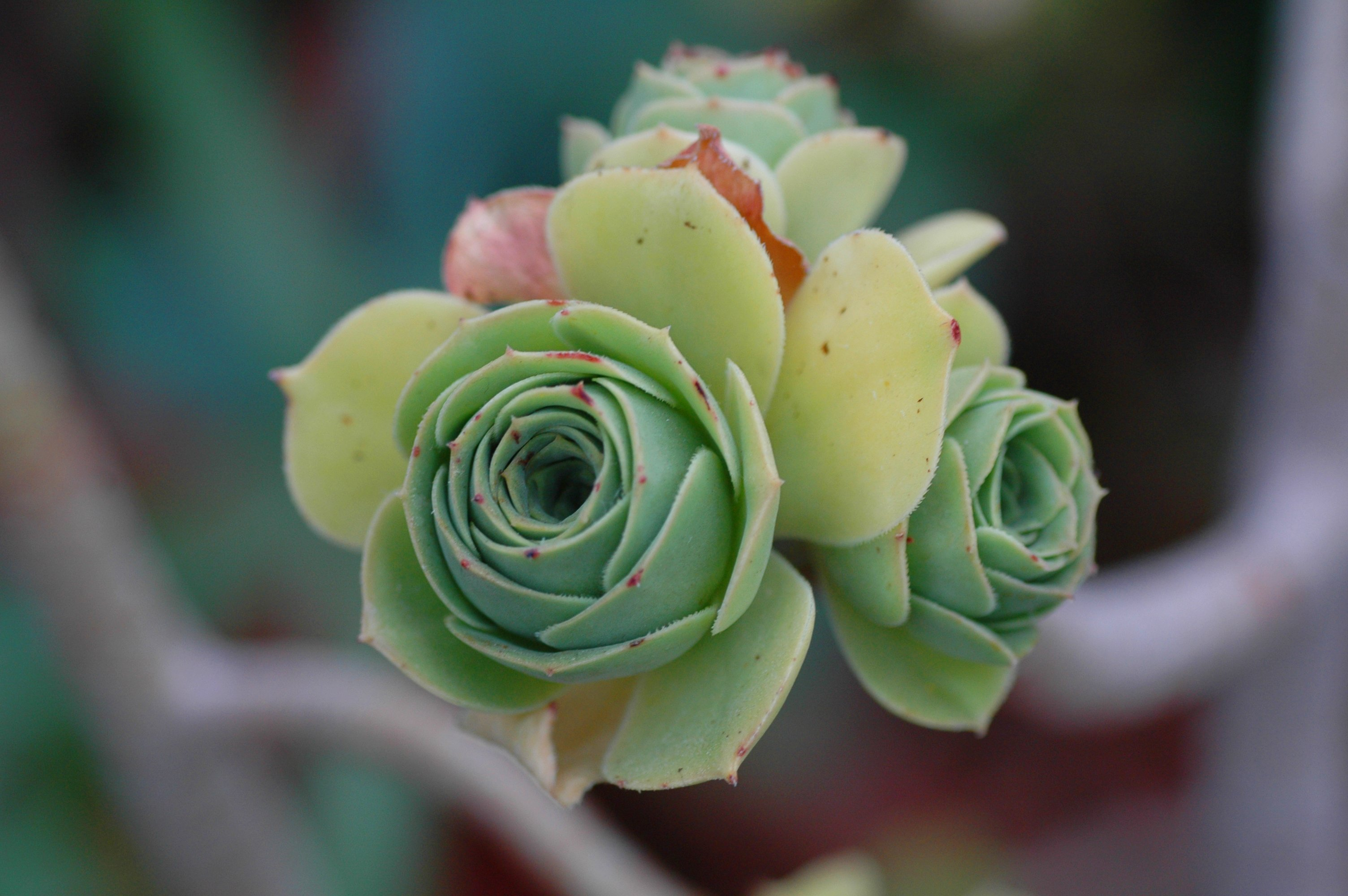
Details